# Olśnienie (fotometria)
Olśnienie (ang. glare) - jeden z podstawowych parametrów charakteryzujących otoczenie świetlne. Niepożądany stan procesu widzenia, definiowany jako doznanie wywołane jaskrawymi powierzchniami występującymi w polu widzenia.
Olśnienie to warunki widzenia powstałe na skutek niewłaściwego rozkładu, bądź zakresu luminancji, lub też występowania zbyt dużych kontrastów luminancji. Powoduje uczucie przykrości i niewygody widzenia. Ponadto powodować może obniżenie zdolności rozpoznawania szczegółów lub przedmiotów. 
Olśnienie można podzielić ze względu na uciążliwość na:
- olśnienie przykre;
- olśnienie przeszkadzające;

Wyróżnia się również olśnienie dekontrastujące (odbiciowe) spowodowane odbiciami od lustrzanych powierzchni.